# 예 리시타 캬 켈라타 하이
《예 리시타 캬 켈라타 하이》(힌디어: ये रिश्ता क्या कहलाता है, 영어: Yeh Rishta Kya Kehlata Hai)는 2009년부터 현재까지 방영된 인도의 텔레비전 드라마이다.